# Штих, Отто
Отто Штих (нем. Otto Stich; 10 января 1927, Базель — 13 сентября 2012, Дорнах) — швейцарский социал-демократический политик, президент Швейцарии (1988 и 1994).

## Образование
В 1947 году Отто Штих окончил училище в Базеле. После бизнес-стажировки, он изучал экономику в Университете Базеля, окончив его в 1952 году с дипломом преподавателя экономики. В 1955 году получил степень доктора экономических наук.

## Политическая карьера
В 1947 году, в возрасте 20 лет Штих стал членом Социал-демократической партии кантона Золотурн. В 1957 году он был избран мэром родного Дорнаха и занимал эту должность до 1965 года. С 1963 года многократно избирался в Национальный совет Швейцарии, где провёл 20 лет, до 1983 года. В Национальном совете с 1971 года возглавлял Комитет по экономике и финансам. 7 декабря 1983 года избран в Федеральный совет (правительство) Швейцарии на место своего умершего однопартийца Вилли Ричарда.
- 7 декабря 1983 — 31 октября 1995 — член Федерального совета Швейцарии.
- 1 января 1984 — 31 декабря 1995 — начальник департамента (министр) финансов.
- 1987, 1993 — вице-президент Швейцарии.
- 1988, 1994 — президент Швейцарии.

31 августа 1995 года Отто Штих объявил о своей отставке с поста члена Федерального совета с 31 октября. Он обосновал свою отставку преклонным возрастом. Однако позднее признал, что существует связь между его отставкой и противостоянием в правительстве между сторонниками и противниками постройки тоннеля Лёчберг. В связи с кризисом финансирования «Новой трансальпийской железной дороги», Штих призвал к более тщательному планированию проекта тоннеля, но оказался в меньшинстве и ушёл в отставку.